# Boxes (album)
Boxes è l'undicesimo album in studio del gruppo musicale statunitense Goo Goo Dolls, pubblicato nel 2016.

## Tracce
1. Over and Over – 4:07 (John Rzeznik, Robby Takac, Craig MacIntyre, Drew Pearson)
2. Souls in the Machine – 3:49 (Rzeznik, Pearson)
3. Flood (featuring Sydney Sierota) – 4:12 (Rzeznik, Derek Fuhrmann, Gregg Wattenberg)
4. The Pin – 4:12 (Rzeznik, Pearson)
5. Boxes – 4:22 (Rzeznik, Brad Fernquist)
6. Free of Me – 3:35 (Takac)
7. Reverse – 4:13 (Rzeznik, Jarrad Kritzstein, Pearson)
8. Lucky One – 3:05 (Rzeznik, Fuhrmann, Wattenberg)
9. So Alive – 3:15 (Rzeznik, Fuhrmann, Wattenberg)
10. Prayer in My Pocket – 3:34 (Takac)
11. Long Way Home – 3:34 (Rzeznik, Wattenberg, Jordan Miller)